# SATB
SATB je často používaná zkratka pro soprán, alt, tenor, bas a označuje obvyklý rozpis jednotlivých hlasů pro pěvecký sbor. Skladby napsané pro tuto kombinaci hlasů mohou být interpretovány smíšeným sborem nebo sborem, ve kterém jsou muži a chlapci.
Jiné obvyklé varianty jsou
- SATTB, kde je spodní tenor laděný jako baryton (někdy se píše i SATBarB, SATTB nebo SSATTB)

## Instrumentální hudba
Zápis SATB se používá také pro jednotlivé melodické linky (hlasy) v polyfonních instrumentálních skladbách, například ve fugách.